# Saraiella auberti
Saraiella auberti är en tvåvingeart som först beskrevs av Sara 1954.  Saraiella auberti ingår i släktet Saraiella och familjen fjärilsmyggor. Inga underarter finns listade i Catalogue of Life.